# Hotel Westend

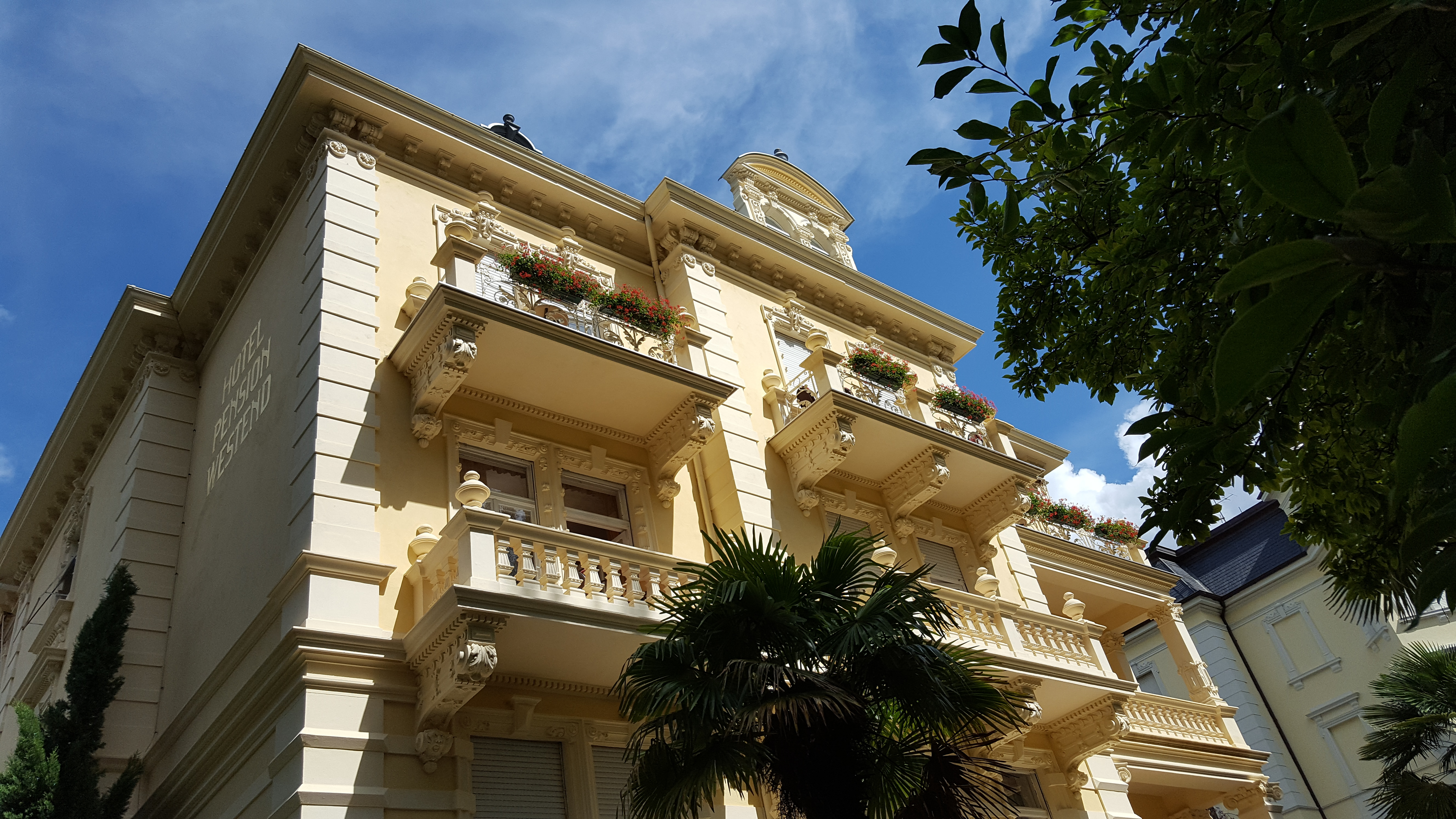
Villa Westend (Foto 2016)

Das Hotel  Westend ist ein Drei-Sterne-Hotel an der Passerpromenade in Meran (Südtirol). Das Gebäude im neubarocken Palaststil befindet sich in der Speckbacherstraße Nr. 9 und wurde ab 1895 von Peter Delugan errichtet. Es befindet sich seit 1985 im Denkmalschutz. 1907 wurde die Villa Delugan von der Familie Pöder erworben und ab 1913 als Pension unter dem Namen Villa Westend geführt. Heute ist das Anwesen ein Drei-Sterne-Hotel mit 21 Zimmern, das sich im Besitz der Meraner Hoteliersfamilie Strohmer befindet und als Familienbetrieb geleitet wird.

## Geschichte
Die Villa Westend wurde von dem aus Zanolin im Fleimstal stammenden Baumeister Pietro Delugan (auch Peter Delugan) entworfen und ab 1895 erbaut. In dieser Zeit entwickelte sich Meran zu einem Luxuskurort, was mit Innovationen und neuen Impulsen in der Architekturszene der Stadt einherging. Als gefragter Architekt führte Delugan den neubarocken Palaststil in Meran ein und arbeitete an seinen Bauwerken erstmals mit Kunststein-Elementen. Insgesamt realisierte er in Meran 54 Auftragsbauten und 17 weitere Gebäude ohne Auftrag. Der ursprüngliche Name Villa Delugan weist darauf hin, dass Delugan als Projektant und Baumeister fungierte und die Villa für sich selbst zum Wohnen und Vermieten errichtete.
1907 ging das Anwesen in den Besitz von Mathias Pöder über, der die Villa 1913 durch einen Anbau erweitern ließ und sie zu einer Pension umfunktionierte. Außerdem wurde der neue Name Villa Westend gewählt, mit dem auf die Lage im Westen der Stadt Bezug genommen wird.
Ein bekannter Gast im Hotel Villa Westend war der deutsche Arzt und Schriftsteller Gottfried Benn, der sich im Frühling 1952 hier aufhielt und in seinen Gedichten von der Schönheit Merans schwärmt. In Briefen an seine Freunde erwähnt Benn die Pension Westend namentlich.
1983 wurde das Hotel von der Meraner Familie Strohmer erworben, ausgebaut und renoviert, um modernen Qualitätsstandards gerecht zu werden.

## Architektur und Kunst

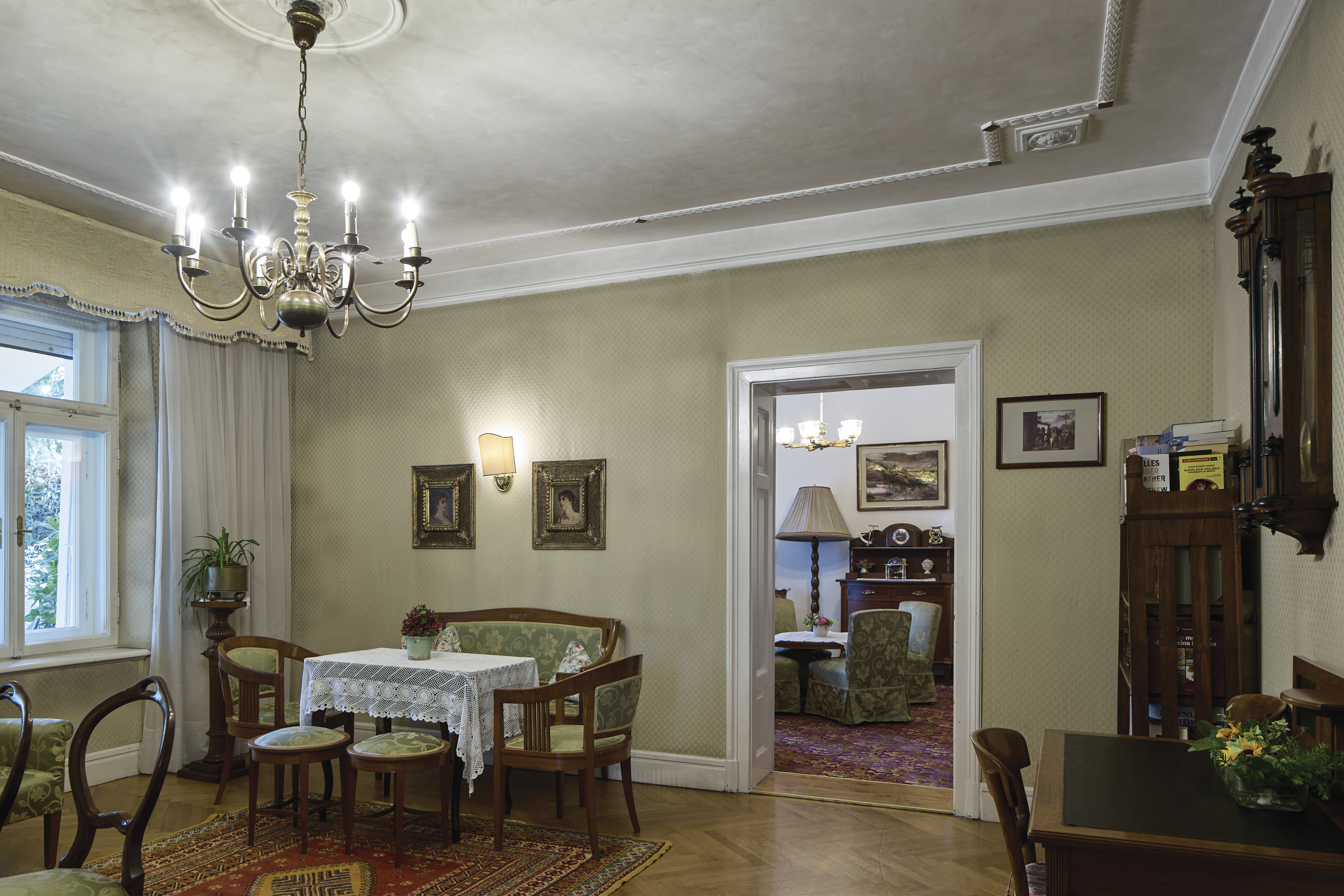
Innenansicht Hotel Westend

Die Villa Westend ist ein reich gestaltetes Bauwerk mit historisierenden Stilformen und manieristischen Fassadenelementen. Die Schaufassade Richtung Passer zeichnet sich durch einen üppigen Mittelrisalit aus, welcher mit einem Segmentgiebel abschließt, der von zwei Doppelbogenfenstern geziert wird. Die Brüstungen der Balkone sowie der Veranda im ersten Stock sind aus Stein gefertigt, während die Balkone im zweiten Stock von floral gestalteten Geländern aus Eisen umgeben sind. An den Fenstern und Balkontüren sind barockisierende Rahmungselemente zu finden. Als Hauptzugang dient eine Freitreppe auf der nördlichen Seite, die ins erste Obergeschoss führt. Im Lauf der Jahre wurden mehrere Umbauarbeiten und architektonische Änderungen vorgenommen. Beispielsweise führte die Umwandlung der Mietetagenvilla in eine Pension zu einer veränderten Raumnutzung und der Entscheidung für den Zubau im Westen.
Der Innenbereich des Hotels ist geprägt von den hohen Räumen, den Bildern und Möbelstücken aus unterschiedlichen Jahrhunderten und der teilweise originalen Inneneinrichtung im Art-Nouveau-Stil. In den Hotelzimmern sind außerdem einige Möbel der 1878 gegründeten Wiener Kunstmöbelmanufaktur J. & J. Herrmann zu finden.

## Hotel
Die Villa Westend ging 1983 in den Besitz der Meraner Hoteliersfamilie Strohmer über, die seither für die Führung des Hotels verantwortlich ist. Heute bietet das Drei-Sterne-Hotel 21 Zimmer für seine Gäste und wird als Familienunternehmen von Alexander Strohmer und seiner Frau Haszhu Hu Strohmer geführt. Die Küche des Hotels serviert den Gästen internationale Gerichte und typische regionale Speisen.
Außerdem diente die Villa Westend als Drehort für mehrere Filmproduktionen. Gedreht wurden in den Räumlichkeiten Szenen für eine Folge der deutschen Kriminalreihe Der Bozen-Krimi sowie für die Filme Anita B. (2014) und Hill of Vision (2022) des Turiner Regisseurs und Drehbuchautors Roberto Faenza. Weiters diente das Anwesen als Kulisse für einige Szenen des italienischen Fernsehfilms La farfalla impazzita (2025) unter der Regie von Kiko Rosati.

## Auszeichnungen

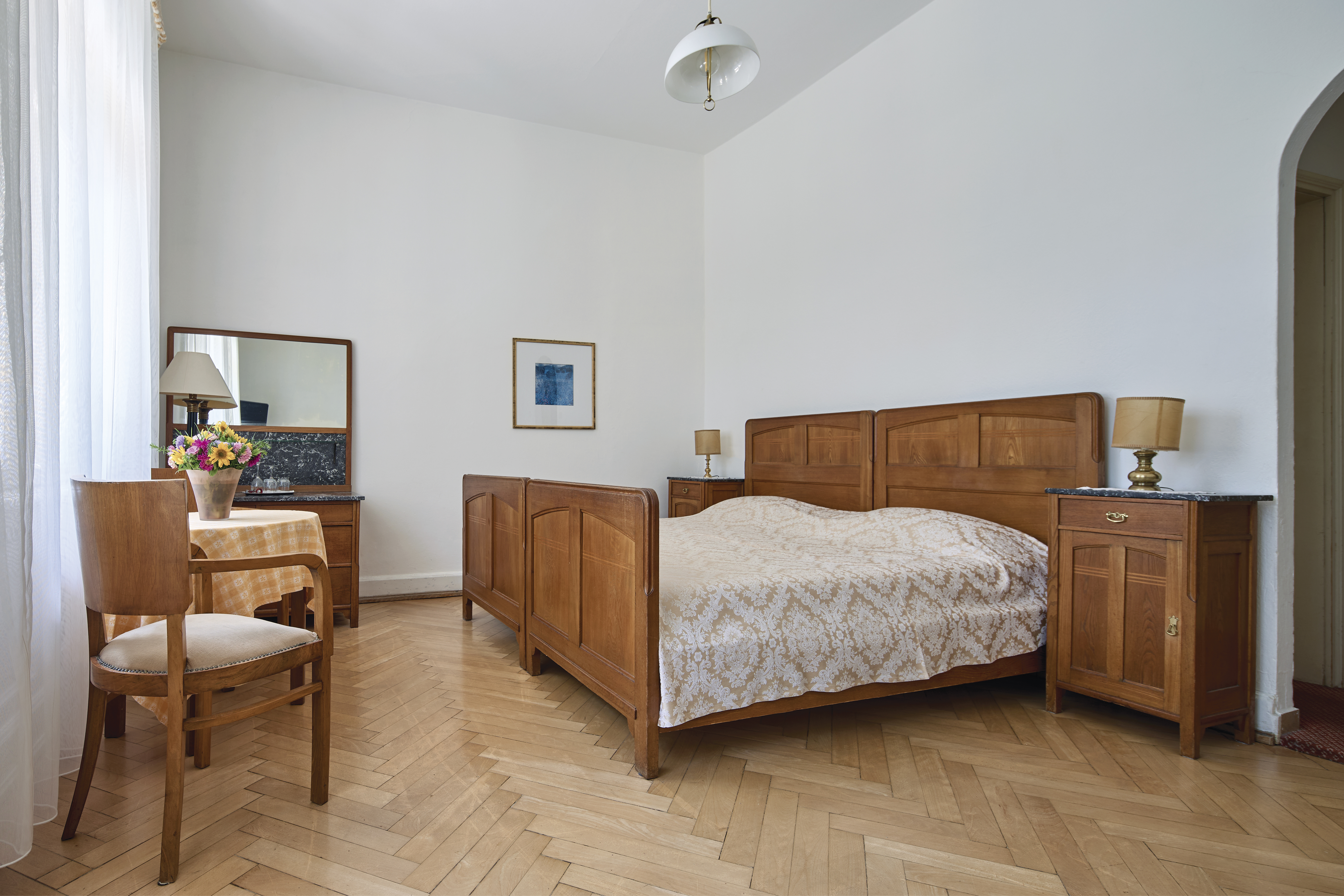
Innenansicht Hotelzimmer im Hotel Westend

Das Hotel Villa Westend erhielt 2024 die besondere Auszeichnung der Stiftung Südtiroler Sparkasse im Rahmen der Verleihung des Preises Historischer Gastbetrieb des Jahres in Südtirol. Außerdem steht das historische Gebäude seit 1985 unter Denkmalschutz.